# A briliáns csel
A briliáns csel (eredeti cím: The Vault, egyes helyeken Way Down címmel jelent meg) 2021-es spanyol akcióthriller Jaume Balagueró rendezésében.A főszerepben Freddie Highmore, Àstrid Bergès-Frisbey, Sam Riley, Liam Cunningham, Luis Tosar, Axel Stein, José Coronado és Famke Janssen látható.
A filmet 2021. november 12-én mutatták be Spanyolországban, Magyarországon DVD-n jelent meg szinkronizálva 2022 júniusában. 

## Rövid történet
Egy mérnöki diplomával rendelkező személy beépül egy tolvajbandába. A cél: egy spanyol bank kirablása.

## Szereplők
| Szereplő        | Színész               | Magyar hang          | Leírás                                     |
| --------------- | --------------------- | -------------------- | ------------------------------------------ |
| Thom Johnson    | Freddie Highmore      | Czető Ádám           | Mérnökhallgató a Cambridge-i Egyetemen.    |
| Lorraine        | Àstrid Bergès-Frisbey | Földes Eszter        | Szélhámos, aki később Thom barátnője lesz. |
| James           | Sam Riley             | Pál András           | Egykori MI6 ügynök.                        |
| Walter Moreland | Liam Cunningham       | Kőszegi Ákos         | Mentőcég tulajdonosa.                      |
| Simon           | Luis Tosar            | Szabó Sipos Barnabás | Logisztikai szakértő.                      |
| Klaus           | Axel Stein            | Minárovits Péter     | Számítógépes hacker                        |
| Gustavo Medina  | José Coronado         | Rosta Sándor         | Bank of Spain biztonsági főnöke.           |
| Mariano         | Emilio Gutiérrez Caba | Várkonyi András      | Bank of Spain elnöke.                      |

## Bemutató
A film 2021. január 15-én került a mozikba Brazíliában és Tajvanon, az Egyesült Államokban pedig márciusban mutatták be a mozik. 2021. július 31-én a Netflixen is elérhetővé vált, az Egyesült Királyságban pedig az Amazon Prime Videon jelent meg.
A filmet Spanyolországban 2021. november 12-én mutatták be a mozikban.

## Bevétel
Az első hétvégén 1,2 millió euróval nyitott Spanyolországban, ezzel az év legnagyobb spanyol kasszasikerét érte el. A film világszerte 9 millió dolláros bevételt hozott (Spanyolországban 6,9 millió dollárt).